# Middenrijns voetbalkampioenschap 1932/33
In 1932/33 werd het vijfde en laatste Middenrijns voetbalkampioenschap gespeeld, dat georganiseerd werd door de West-Duitse voetbalbond.
FC Fortuna Kottenheim werd kampioen en plaatste zich voor de West-Duitse eindronde. De club verloor meteen van 1.SV Borussia 04 Fulda.
Na dit seizoen kwam de Nationaalsocialistische Duitse Arbeiderspartij aan de macht en werd de competitie grondig geherstructureerd. De overkoepelende voetbalbonden werden afgeschaft en ruimden plaats voor 16 Gauliga's. De clubs gingen naar de Gauliga Mittelrhein, waar enkel kampioen Kottenheim en Neuendorf zich voor plaatsten.

## Bezirksliga
| Plaats | Club                    | Wed. | W  | G | V  | Saldo | Ptn.  |
| ------ | ----------------------- | ---- | -- | - | -- | ----- | ----- |
| 1.     | FC Fortuna Kottenheim   | 18   | 13 | 3 | 2  | 56:24 | 29:7  |
| 2.     | SVgg 1910 Andernach     | 18   | 13 | 2 | 3  | 49:30 | 28:8  |
| 3.     | VfR 1907 Limburg        | 18   | 8  | 2 | 8  | 37:40 | 18:18 |
| 4.     | TuS Mayen 1886          | 18   | 6  | 5 | 7  | 42:40 | 17:19 |
| 5.     | SC 07 Bad Neuenahr      | 18   | 4  | 9 | 5  | 32:31 | 17:19 |
| 6.     | FV Engers 07            | 18   | 6  | 5 | 7  | 51:52 | 17:19 |
| 7.     | SV Rheinland 1914 Mayen | 18   | 6  | 4 | 8  | 37:45 | 16:20 |
| 8.     | SC Koblenz 1900/02      | 18   | 7  | 2 | 9  | 36:50 | 16:20 |
| 9.     | FV 1911 Neuendorf       | 18   | 6  | 2 | 10 | 44:38 | 14:22 |
| 10.    | SV 1911 Elz             | 18   | 3  | 4 | 13 | 17:51 | 8:28  |

|  | Kampioen, geplaatst voor West-Duitse eindronde en Gauliga Mittelrhein 1933/34 |
|  | Geplaatst voor Gauliga Mittelrhein 1933/34                                    |
|  | Degradatie                                                                    |